# Liste der Zuflüsse der Jagst
Liste der Zuflüsse der Jagst

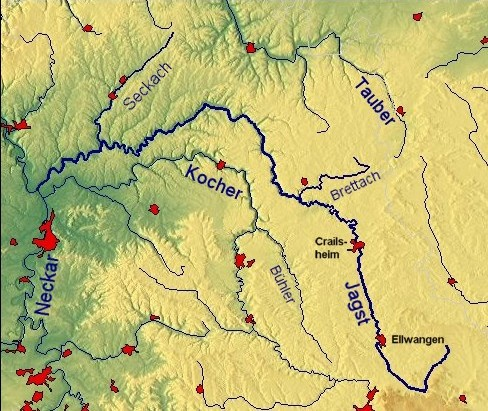
Der Verlauf der Jagst

Das Einzugsgebiet der Jagst umfasst ungefähr 1837 km². Sie hat sechs Zuflüsse von über 20 km Länge, nämlich die Röhlinger Sechta bei Rainau-Schwabsberg, die Brettach bei Gerabronn-Elpershofen, den (unteren) Erlenbach bei Schöntal-Bieringen, die Kessach in Widdern, die Seckach in Möckmühl und die Schefflenz bei Bad Friedrichshall-Untergriesheim. Diese sind sämtlich rechtsseitig. Weitere rechtsseitige Zuflüsse mit einer Länge über 10 km sind die Rechenberger Rot bei Jagstzell-Schweighausen, der Reiglersbach in Stimpfach, die Gronach bei Satteldorf-Bölgental, die Ette bei Mulfingen-Bachmühle und der Hergstbach in Möckmühl-Ruchsen.
Mit mehr als 10 km Länge sind die größeren unter den linken Nebenflüssen die Orrot bei Jagstzell-Schweighausen, die Speltach und die Maulach bei Crailsheim-Jagstheim sowie als längster darunter der Sindelbach in Schöntal-Marlach, der nicht einmal 14 km lang ist; keiner der linken erreicht damit viel mehr als ein Drittel der Länge der Seckach, die mit ihren 37 km Länge (auf dem längsten Oberlauf mit der Kirnau) neben der größten Länge auch die größte Wasserführung unter allen Zuflüssen hat.

## Diagramm
Zuflüsse mit mehr als 10 km Länge. Jeweils mit längstem Oberlauf-Strang.

## Tabelle der großen Zuflüsse
Tabelle der nach Länge oder Einzugsgebiet 20 größten direkten Zuflüsse. Zum Vergleich auch die entsprechenden Angaben zur Jagst selbst.
| Name             | GKZ       | Seite  | Stat. km | Länge km | EZG km² | Mündung Ort                                   | m ü. NHN | Ursprung Ort                              | m ü. NHN | Bemerkung                                 |
| ---------------- | --------- | ------ | -------- | -------- | ------- | --------------------------------------------- | -------- | ----------------------------------------- | -------- | ----------------------------------------- |
| Röhlinger Sechta | 2388-1200 | rechts | 168,8    | 020,0    | 0090,5  | ⊙ vor Rainau-Schwabsberg                      | 441      | ⊙westlich von Ellenberg                   | 525      | Strang Ellenberger Rot → Röhlinger Sechta |
| Sizenbach        | 2388-1320 | links  | 164,7    | 009,1    | 0013,0  | ⊙ bei Ellwangen-Schleifhäusle                 | 432      | ⊙ nahe Neuler-Schönberger Hof             | 510      | Strang Frankenbach → Sizenbach            |
| Rotenbach        | 2388-1340 | links  | 163,2    | 007,7    | 0017,1  | ⊙ in Ellwangen-Rotenbach                      | 430      | ⊙ bei Rosenberg-Hohenberg                 | 497      |                                           |
| Fischbach        | 2388-1380 | rechts | 155,6    | 008,9    | 0017,3  | ⊙ vor Jagstzell-Schweighausen                 | 418      | ⊙ bei Ellenberg-Georgenstadt              | 497      | Strang Eschenbach → Fischbach             |
| Rechenberger Rot | 2388-1400 | rechts | 154,2    | 014,8    | 0035,7  | ⊙ bei Jagstzell-Schweighausen                 | 421      | ⊙ bei Fichtenau-Wäldershub                | 511      | Strang Gunzenbach → … → Rechenberger Rot  |
| Orrot            | 2388-1512 | links  | 153,8    | 009,9    | 0020,8  | ⊙ bei Jagstzell-Schweighausen                 | 416      | ⊙ bei Rosenberg-Hummelsweiler             | 488      | Strang Glasbach → Orrot                   |
| Reiglersbach     | 2388-1540 | rechts | 146,4    | 011,2    | 0026,3  | ⊙ bei Stimpfach                               | 410      | ⊙ bei Crailsheim-Wegses                   | 518      |                                           |
| Speltach         | 2388-1600 | links  | 140,7    | 011,3    | 0037,4  | ⊙ bei Crailsheim-Jagstheim                    | 403      | ⊙ bei Vellberg-Lorenzenzimmern            | 457      | Strang Lanzenbach → Speltach              |
| Maulach          | 2388-1720 | links  | 139,2    | 011,7    | 0024,8  | ⊙ bei Crailsheim-Stöckenhof                   | 403      | ⊙ nördlicher Burgbergwald                 | 468      | Strang Buchklingenbach → Maulach          |
| Gronach          | 2388-1800 | rechts | 123,0    | 010,4    | 0027,1  | ⊙ nach Satteldorf-Kernmühle                   | 371      | ⊙ bei Satteldorf-Horschhausen             | 469      |                                           |
| Brettach         | 2388-2000 | rechts | 103,3    | 027,8    | 0181,0  | ⊙ bei Gerabronn-Elpershofen                   | 307      | ⊙ bei Blaufelden-Ehringshausen            | 433      | Strang Seegraben → Brettach               |
| Rötelbach        | 2388-3200 | rechts | 087,8    | 009,9    | 0028,8  | ⊙ bei Mulfingen-Eberbach                      | 275      | ⊙ bei Langenburg-Ludwigsruhe              | 474      |                                           |
| Ette             | 2388-3400 | rechts | 080,3    | 016,0    | 0043,2  | ⊙ bei Mulfingen-Bachmühle                     | 258      | ⊙ bei Blaufelden-Lentersweiler            | 486      | Strang Tierbach → Ette                    |
| Rißbach          | 2388-3600 | rechts | 075,9    | 009,8    | 0019,1  | ⊙ in Mulfingen-Ailringen                      | 248      | ⊙ bachaufwärts von Mulfingen-Hollenbach   | 422      | Strang Hollenbach → Rißbach               |
| Ginsbach         | 2388-3760 | links  | 063,2    | 006,8    | 0019,2  | ⊙ in Krautheim-Altkrautheim                   | 163      | ⊙ bachaufwärts von Krautheim-Oberginsbach | 224      |                                           |
| Sindelbach       | 2388-3800 | links  | 058,2    | 013,7    | 0026,4  | ⊙ in Schöntal-Marlach                         | 218      | ⊙ nördlich Ingelfingen-Hermuthausen       | 422      |                                           |
| Erlenbach        | 2388-4000 | rechts | 051,4    | 023,5    | 0104,7  | ⊙ in Schöntal-Bieringen                       | 209      | ⊙ nordöstlich von Assamstadt              | 348      |                                           |
| Kessach          | 2388-5200 | rechts | 033,4    | 026,4    | 0073,8  | ⊙ in Widdern                                  | 182      | ⊙ nordöstlich von Ahorn-Berolzheim        | 383      | Strang Berolzheimer Kästle → Kessach      |
| Hergstbach       | 2388-5400 | rechts | 027,5    | 014,7    | 0032,5  | ⊙ in Möckmühl-Ruchsen                         | 176      | ⊙ bei Osterburken-Marienhöhe              | 348      | Strang Hergstgraben → Hergstbach          |
| Seckach          | 2388-6000 | rechts | 025,4    | 036,8    | 0260,6  | ⊙ in Möckmühl                                 | 172      | ⊙ westlich Walldürn-Altheim               | 425      | Strang Roscheltgraben → Kirnau → Seckach  |
| Schefflenz       | 2388-8000 | rechts | 006,5    | 024,3    | 0096,9  | ⊙ vor Bad Friedrichshall-Untergriesheim       | 151      | ⊙ nördlich von Seckach-Großeicholzheim    | 328      |                                           |
| Tiefenbach       | 2388-9200 | rechts | 005,8    | 009,7    | 0015,4  | ⊙ gegenüber Bad Friedrichshall-Untergriesheim | 151      | ⊙ südwestlich von Billigheim-Sulzbach     | 285      |                                           |
| Jagst            | 2388-9999 | n. a.  | 0        | 189,9    | 1836,8  | ⊙ gegenüber Bad Wimpfen-Wimpfen im Tal        | 143      | ⊙ bei Unterschneidheim-Walxheim           | 518      |                                           |

## Liste der Zuflüsse
Liste der Zuflüsse und  Seen von der Quelle zur Mündung. Gewässerlänge, Seefläche, Einzugsgebiet und Höhe wo ein Artikel besteht in diesem belegt, sonst nach den entsprechenden Layern auf der Onlinekarte der LUBW. Andere Quellen für die Angaben sind vermerkt.
Notnamen in Klammern. Auswahl.
Ausgewiesene Quelle auf etwa 518 m ü. NHN etwa 0,6 km südwestlich von Unterschneidheim-Walxheim im Ostalbkreis.

### Ursprung bis Rainauer Stausee

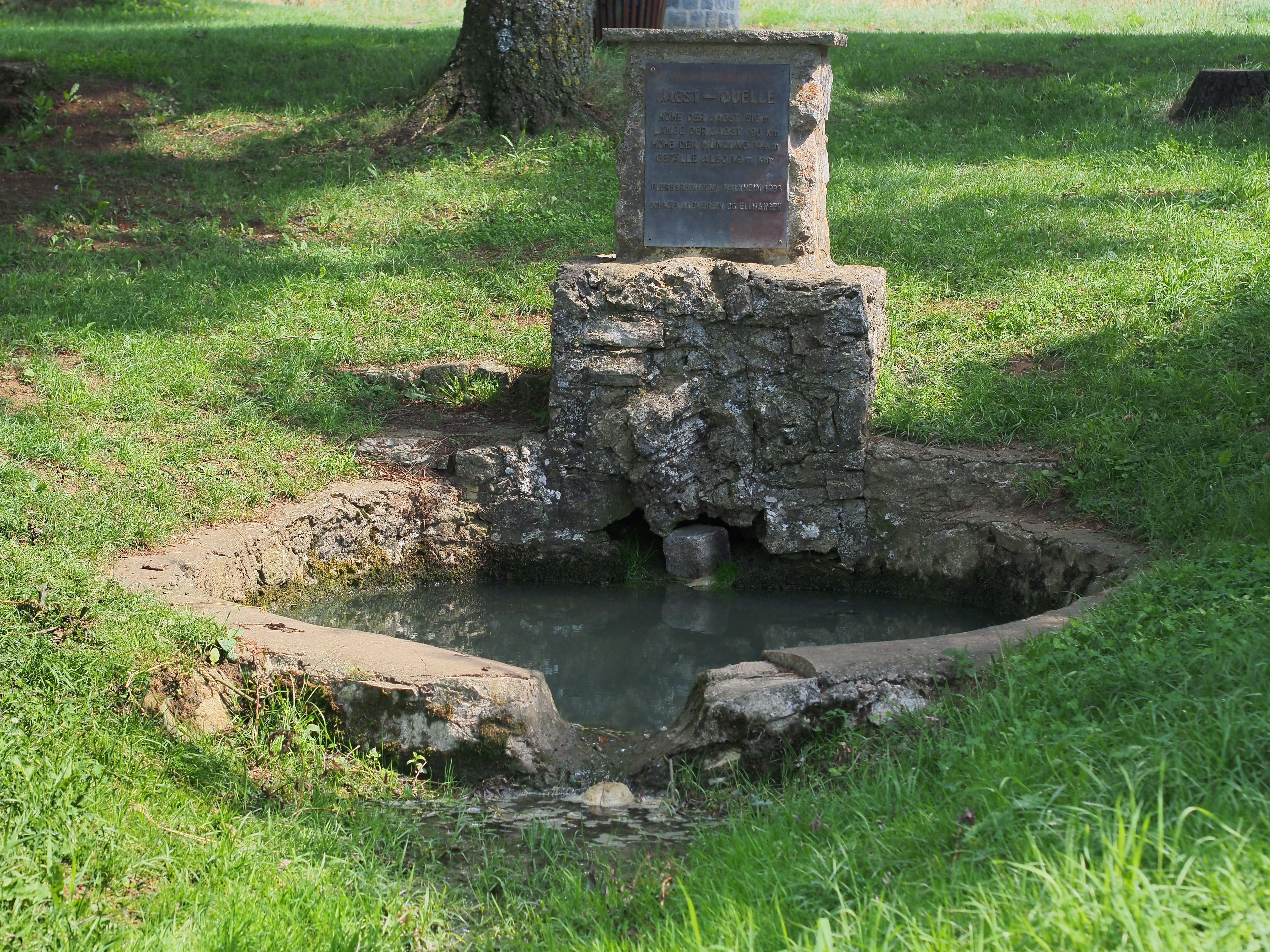
Die Jagstquelle bei Walxheim

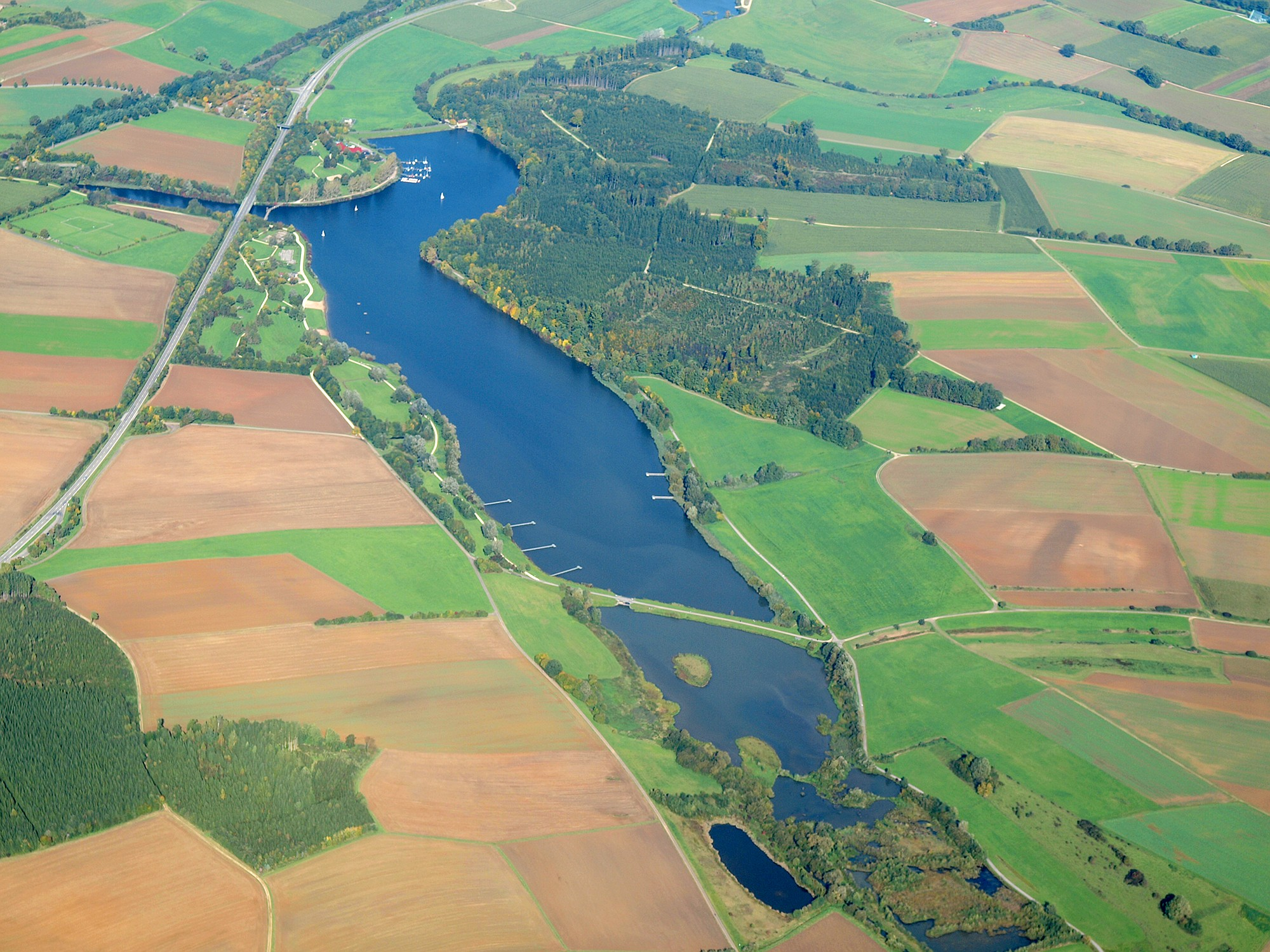
Der Rainauer Stausee

- Stockholzgraben, von rechts bei Unterschneidheim-Walxheim, 2,5 km und ca. 2,5 km². Die Jagst selbst ist an diesem Zufluss wenig mehr als 0,1 km lang und hat bis dorthin ein Einzugsgebiet von unter 0,2 km².[LUBW 6]
- Weidenbrunnengraben, von rechts auf etwa 514 m ü. NHN vor der L 1060, 1,7 km und ca. 1,2 km².[LUBW 6]
- Strutgraben, von rechts im Gewann Heidsee zwischen der L 1060 und Unterschneidheim-Heidmühle, 1,9 km und ca. 1,2 km².[LUBW 6]
- Brühlgraben, von rechts bei Westhausen-Lindorf in den Vorteich des Stausees Stockmühle, 2,5 km und 2,4 km².
- Bohnenbach, von links vor Westhausen-Stockmühle in den Stausee Stockmühle, 3,1 km und ca. 3,6 km².[LUBW 6]
- Speckgraben, von rechts am Ortsanfang von Westhausen-Lippach, 1,5 km und ca. 1,7 km².[LUBW 6]
- Rinnenbach, von rechts in Lippach, 1,2 km und ca. 0,5 km².[LUBW 6]
- Lachgraben, von links am Rand von Lippach, 2,2 km und 2,0 km².
- Fahnenbach, von links gegenüber den letzten Häusern von Lippach, 0,8 km und 0,6 km².
- Schüsselgraben, von links vor Lauchheim-Stetten, 1,4 km und 1,5 km².
- Röttinger Bach, von links unter der Flussbrücke der B 29 bei Lauchheim, 1,9 km und 3,4 km².
- Rohrbach oder Fuchsmühlenbach, von links in Lauchheim nach dem Steg am Auensportplatz, 1,0 km und 2,7 km². Unterirdisch im Karst hat der Quellteich an der Fuchsmühle ein noch größeres Einzugsgebiet.
- Leimentalbach, von links in Lauchheim nach der Brücke des Hettelsberger Wegs, 1,0 km und ca. 1,0 km².[LUBW 6]
- Banzengraben, teils auch Banzenbach, von rechts bei Lauchheim-Banzenmühle, 3,5 km und 4,0 km².
- Weidachgraben, von links in Westhausen-Westerhofen, 1,2 km und ca. 1,9 km².[LUBW 6]
- Scherbach, von rechts vor Westhausen, 1,6 km und ca. 1,0 km².[LUBW 6]
- Reichenbach, von links und Südwesten auf 465,4 m ü. NHN bei Westhausen, 2,4 km und 3,8 km².
- Bächgraben, von rechts nach dem Jagsthof und vor Westhausen, 1,2 km und ca. 1,5 km².[LUBW 6]
- Egelsbach, von links am Nordwestrand von Westhausen, 3,4 km und 4,9 km².
- Ölbach, von rechts gegenüber der Faulenmühle von Westhausen, 1,3 km und ca. 0,4 km².[LUBW 6]
- Strütbach, von rechts zwischen der Faulenmühle und Westhausen-Jagsthausen, 1,6 km und 1,4 km².[LUBW 6]
- Brühlwiesengraben, von rechts gegenüber dem Ortsanfang von Jagsthausen, 0,6 km und ca. 0,3 km².[LUBW 6]
- Wagenhoferbach oder Mahdwiesengraben, von links nach Jagsthausen, 1,8 km und 1,6 km².[LUBW 6]
- Frankenreuterbach, von links nach Jagsthausen kurz vor dem Stausee Rainau-Buch, 1,4 km und ca. 0,7 km².[LUBW 6]
- Ahlbach, von links bei Rainau-Buch in den Stausee Rainau-Buch, 5,6 km (mit dem kürzeren rechten Hauptstrang-Oberlauf Längenbach; mit dem längeren linken Nebenstrang-Oberlauf Strütbach dagegen 6,3 km) und 13,7 km².

### Rainauer Stausee bis Rechenberger Rot

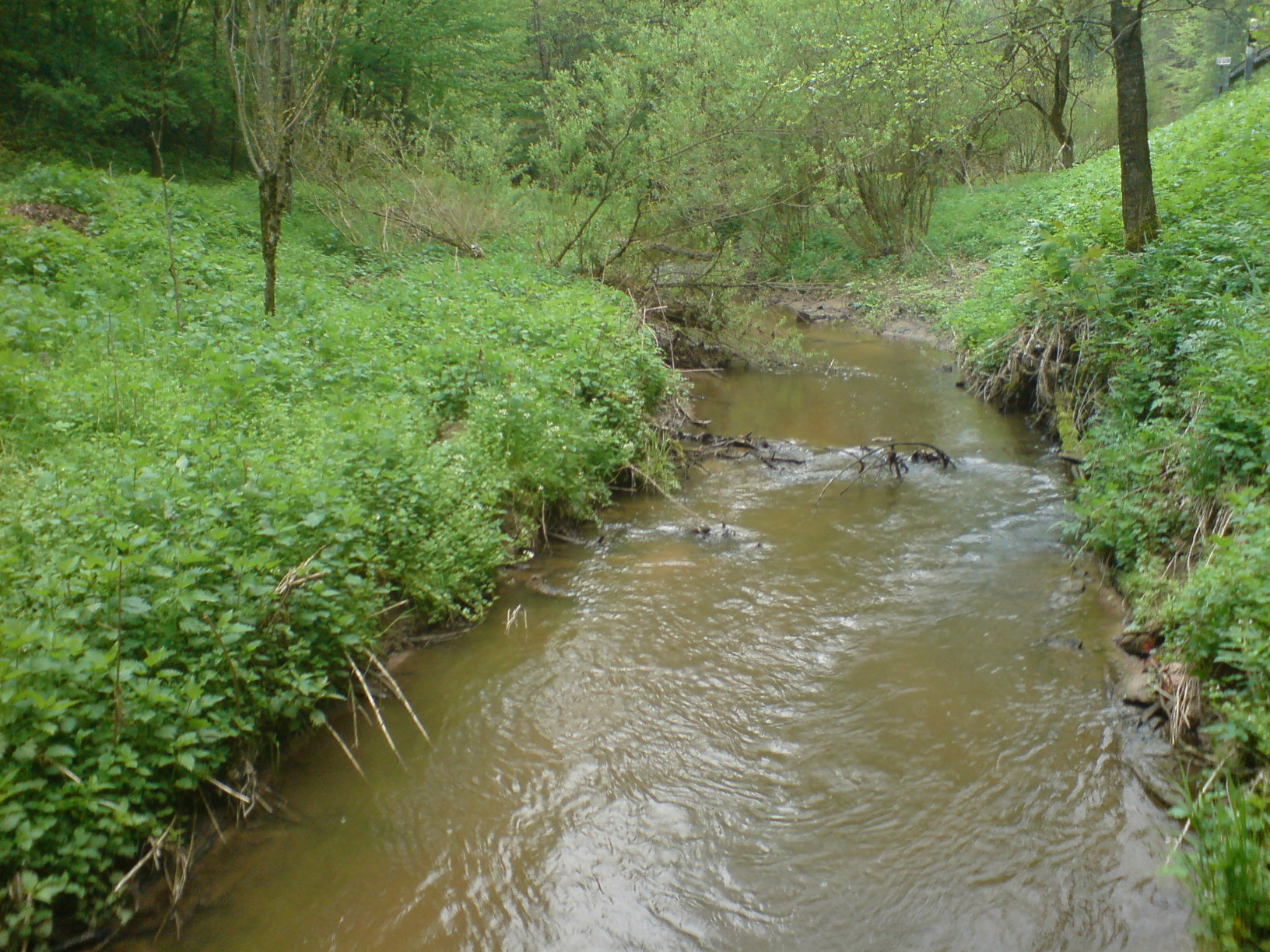
Die Rechenberger Rot

- Röhlinger Sechta, von rechts bei Rainau-Schwabsberg, 20 km (mit längerem Oberlauf Ellenberger Rot; mit dem Quellast Sonnebach des Röhlinger Sechta-Oberlaufs selbst dagegen nur 19,1 km) und 90,5 km².
- Auerbach, von rechts auf etwa 439 m ü. NHN gegenüber von Schwabsberg, ca. 3,1 km[LUBW 7] und 3,8 km².
- Böhmerbach, von links auf etwa 433 m ü. NHN nach Schwabsberg, ca. 1,7 km[LUBW 7] und 1,4 km².
- Saubrunnenbach oder Mittelbach, von rechts und Nordosten nach Schwabsberg und vor Rainau-Saverwang, 3,8 km und 3,2 km².
- Goldrainbach, von rechts gegenüber von Rainau-Saverwang, 3,6 km und 2,8 km².
- Sizenbach, von links bei Ellwangen-Schleifhäusle, 9,1 km (mit Oberlauf Frankenbach) und 13,0 km².
- Zehntfeldgraben, von rechts gleich nach dem vorigen, über 0,4 km und ca. 0,5 km². Auengraben.
- Schrezheimer Bach, von links bei Ellwangen-Schrezheim, 1,3 km und ca. 1,3 km².[LUBW 6]
- Rotenbach, von links bei Ellwangen-Rotenbach, ca. 7,7 km und 17,1 km².[LUBW 8]
- Stelzenbach, von rechts vor dem Bahnhof in Ellwangen, 2,8 km und ca. 2,2 km².[LUBW 6]
- Lohbach, von rechts in Ellwangen nach dem Bahnhof und vor der Von-Häberlen-Straße, 2,5 km und ca. 1,8 km².
- Galgenwaldbach, von links vor der Flussbrücke der Siemensstraße in Ellwangen, 0,8 km und ca. 0,6 km².[LUBW 6]
- (Bach vom Oberen Rettersweiher), von links an der Flussbrücke der Rindelbacher Straße an der nördlichen Siedlungsgrenze Ellwangen, 1,6 km und ca. 0,9 km².[LUBW 6]
- (Bach entlang dem Stadtteil Braune Hardt), von links nach der Grenze der Stadtteilgemarkung von Rindelbach, 1,6 km und ca. 0,5 km².[LUBW 6]
- Kressbach, von rechts am Sportplatz von Rindelbach, 5,6 km und 8,2 km².
- Kirnbach, von links zwischen Rindelbach und der Kläranlage, 2,5 km und 2,6 km².
- Ludwigsbach, von links an der Ellwangen-Schönauer Jagstbrücke, 2,9 km und 2,3 km².
- Riemenbach, von links unterhalb von Ellwangen-Schönau, 1,0 km und ca. 0,3 km².[LUBW 6]
- Katzenbach, von rechts vor Ellwangen-Kalkhöfe, 1,2 km und 1,7 km².
- Fischbach, von rechts vor Jagstzell-Schweighausen, 8,9 km (mit längerem linken Hauptstrang-Oberlauf Eschenbach) und 17,3 km².[LUBW 8]
- Rechenberger Rot oder Rotbach, von rechts bei Jagstzell-Rotbachsägmühle, 14,8 km (ab der mündungsfernsten Quelle des Gunzenbachs nordöstlich von Fichtenau-Wäldershub) und 35,7 km².[LUBW 8]

### Rechenberger Rot bis Speltach
- Orrot, von links bei Jagstzell-Bühlhof, 9,9 km (mit längerem linken Hauptstrang-Oberlauf Glasbach) und 20,8 km².[LUBW 8]
- Bühlbächle, von links und Westen auf etwa  417 m ü. NHN vor Jagstzell, ca. 1,2 km[LUBW 7] und ca. 0,2 km².[LUBW 6]
- Helmlesbach, von links auf etwa 416 m ü. NHN am Südrand von Jagstzell, 1,8 km und ca. 1,2 km².[LUBW 6]
- Kerlesbach, von links auf  414,4 m ü. NHN in Jagstzell gleich nach der Jagstbrücke der B 290, 3,0 km und 2,7 km².
- Gaisklingenbächle, von rechts gegenüber dem Sportplatz von Jagstzell, 1,0 km und ca. 0,7 km².[LUBW 6]
- Höllbach, von rechts gegenüber dem Friedhof von Jagstzell, 0,9 km und ca. 0,5 km².[LUBW 6]
- Nonnenklingenbach, von rechts nach der Kläranlage von Jagstzell, 0,7 km und ca. 0,2 km².[LUBW 6]
- Moorklingenbach, von links, 0,6 km und ca. 0,2 km².[LUBW 6]
- Hörbühler Bach, von rechts bei Jagstzell-Kellerhof, 1,6 km und ca. 1,2 km².[LUBW 6]
- Sulzbach, von links nahe der Ölmühle, Gemeinde Stimpfach, 7,0 km (mit dem linken Hauptstrang-Oberlauf, beginnend an der Quelle des Harbachs südwestlich von Frankenhardt-Mainkling) und 13,1 km².[LUBW 8]
- Gehräckergraben, von links bei Stimpfach-Randenweiler, 1,6 km (mit Oberlauf Scheitelbach) und ca. 0,7 km².[LUBW 6]
- Sägbach, von links zwischen Randenweiler und Stimpfach, 3,5 km und ca. 4,4 km².[LUBW 6]
- Reiglersbach, von rechts in Stimpfach, ca. 11,2 km[LUBW 9] (bis an den Stimpfacher Mühlkanal rechts der Jagst) und ca. 26,3 km².[LUBW 8]
- Goldbach, von links bei der Stimpfacher Kläranlage, 3,2 km und ca. 3,0 km².[LUBW 6]
- Klingenbach, von links in Frankenhardt-Steinbach in den dortigen Mühlkanal, 1,6 km und ca. 0,8 km².[LUBW 6]
- Steinbach, von links in Frankenhardt-Steinbach in den dortigen Mühlkanal, 6,7 km und ca. 8,7 km².[LUBW 6]
- Brunnenbach, von links und Westen auf etwa 406 m ü. NHN nach Frankenhardt-Steinbach an der Jagst, ca. 3,8 km[LUBW 7] und ca. 2,1 km².[LUBW 6]
- Degenbach, von rechts vor Crailsheim-Jagstheim-Burgberg, 7,5 km und 9,4 km².
- Eiterbach, von links und Westen auf etwa 405,7 m ü. NHN am Südostrand von Jagstheim, ca. 0,9 km und ca. 1,3 km².[LUBW 7]
- Augraben, von rechts und Süden auf etwa 404 m ü. NHN kurz vor der Jagstbrücke vom Wohnplatz Burgberg nach Jagstheim, 1,6 km und ca. 0,8 km².[LUBW 6] Jagstparalleler Auengraben, kreuzt den zuvor genannten Degenbach.
- Speltach, von links bei Crailsheim-Jagstheim, 11,2 km (zusammen mit rechtem Oberlauf Buchbach) und 37,4 km².[LUBW 8]
   Zuflüsse u. a. siehe Liste der Gewässer im Flusssystem der Speltach

### Speltach bis Gronach
- Seeäckergraben, von rechts gegenüber der Wiesmühle, 0,8 km und ca. 1,3 km².[LUBW 6]
- Maulach, von links vor dem Stöckenhof auf 403,5 m ü. NHN[LUBW 10], 11,7 km (mit rechtem Oberlauf Buchklingenbach) und 24,8 km².[LUBW 8]
- Erlenbach, von rechts gegenüber dem Stöckenhof, 1,0 km und ca. 0,4 km².[LUBW 6]
- Zollstockbach, von links vor der Rotmühle, 1,5 km und 0,8 km².
- Weidenbach, am Unterlauf Tümpfelbach, von rechts am Südrand von Crailsheim-Ingersheim, 3,8 km und 5,2 km².
- Flachbach, von links und Westen auf etwa 400 m ü. NHN gegenüber von Ingersheim, 2,3 km und 1,4 km².
- Trutenbach (Oberlaufname Mühlbach), von rechts in Crailsheim vor dem Südwesteck der Altstadt auf 399,5 m ü. NHN[LUBW 10], 5,8 km und 12,5 km².[LUBW 8]
- Altenmünster Bach, von links in Crailsheim nördlich der Südbrücke der B 290/Goethestraße, 2,3 km und 3,1 km². (Fast vollständig verdolt.)

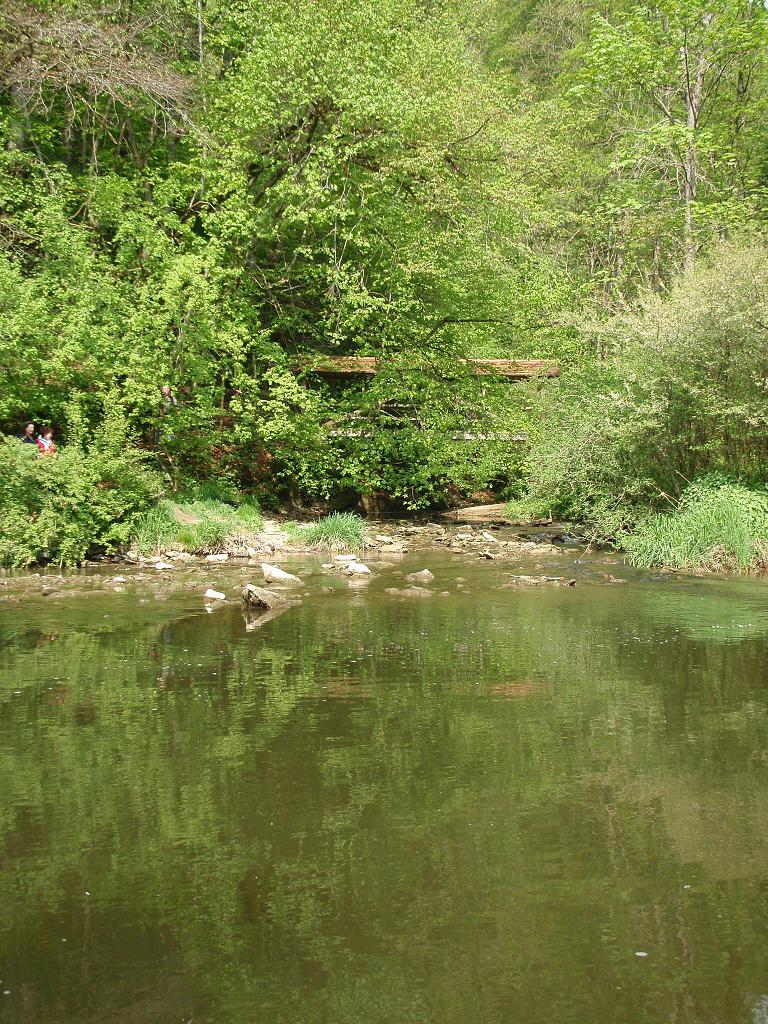
Mündung der Gronach

- Sauerbrunnenbach, von links in Crailsheim am Ostrand des Wohngebietes Roter Buck, 2,6 km und 3,3 km².
- Lindenbach, von links auf etwa 395 m ü. NHN an der Jagstbrücke der Nord-West-Umgehung Crailsheims, 3,4 km und 2,7 km².
- Aarbach, von rechts und Osten auf etwa 393,4 m ü. NHN am Wohnplatz Heldenmühle von Satteldorf, ca. 2,0 km und 1,7 km².
- Kreuzbach (Oberlaufname Kühnbach), von rechts auf 392,4 m ü. NHN[LUBW 10] beim Auhof von Satteldorf durch die Teufelsklinge, 6,4 km und 4,8 km². Versickert meist vor der Mündung.
- Neiselwaldgraben[1], von rechts auf ca. 390 m ü. NHN gegenüber der Weidenhäuser Mühle von Crailsheim-Tiefenbach, ca. 1,3 km[LUBW 9] und ca. 0,7 km².[LUBW 6] Sehr unbeständig.
- Schmiedebach, von links nordöstlich von Tiefenbach, 4,6 km und 6,2 km².
- Steinbach, von links auf ca. 381 m ü. NHN etwas oberhalb und gegenüber der Neumühle von Satteldorf, ca. 0,5 km[LUBW 9] und ca. 0,2 km².
- Entenbach oder Sumbach, Sundbach, Steinbach, von rechts auf 379 m ü. NHN in Satteldorf-Neidenfels, 6,5 km und 10,5 km².
- Gronach, von rechts bei Satteldorf-Bölgental auf 371,9 m ü. NHN[LUBW 10], 10,4 km und 27,1 km².[LUBW 8]

### Gronach bis Brettach
- Bölgentalbächlein, von rechts auf etwa 356 m ü. NHN westlich von Bölgental, bis ca. 1,4 km und ca. 0,6 km². Unbeständig.
- Grundbach, von links auf etwa 355,3 m ü. NHN vor dem Wehr von Kirchberg an der Jagst-Lobenhauser Mühle, 4,8 km und 6,9 km².
- Herboldshauser Bach, in den linken Mühlkanal an der Lobenhauser Mühle, 3,8 km und 4,6 km².
- Steinbach (!), auf 350,2 m ü. NHN in den rechten Kanal zur Mühle in Mistlau, Kirchberg an der Jagst, 1,7 km und ca. 1,5 km².[LUBW 6]
- (Zufluss durch die Teufelsklinge), von links und Südwesten auf etwa 343 m ü. NHN vor Hornberg an der Jagst, ca. 0,2 km und ca. 0,2 km². Unbeständiger Klingenbach.
- Steinbach (!), von rechts unter Schloss Hornberg bei Kirchberg an der Jagst auf etwa 336 m ü. NHN, 6,0 km (mit rechten Oberlauf Esbach)  und 11,7 km².[LUBW 8]
- Weckelweiler Klingenbach, von rechts gegenüber dem Kirchberger Sportplatz, 3,2 km und ca. 3,1 km².[LUBW 6]
- Schindelbach, von links unterhalb der Kirchberger Kläranlage, ca. 2,1 km (ab oberster Quelle, abschnittsweise bettlos) und ca. 1,8 km².
- Heppach, von links auf 326,2 m ü. NHN[LUBW 10] im Kirchberger Weiler Eichenau, 3,3 km und 4,9 km².
- (Zufluss aus der Finsteren Klinge), von rechts auf etwa 324 m ü. NHN nach Eichenau, ca. 1,4 km mit dem längeren Quellast und ca. 1,3 km². Unbeständig.
- Eichenbach[LUBW 11], von links auf etwa 322 m ü. NHN in der Buchenau zwischen Eichenau und Kirchberg-Diembot, ca. 0,9 km[LUBW 9] und ca. 0,4 km².[LUBW 6] Unbeständig, verschwindet am Mittellauf in Doline.
- (Bach vom Dornlehle), von rechts auf etwa 320 m ü. NHN am östlichen Ortsrand von Diembot, ca. 1,1 km und ca. 0,5 km². Durchfluss nur periodisch.
- Lichsenbach, von rechts auf etwa 320 m ü. NHN am westlichen Ortsrand von Diembot, ca. 2,4 km und ca. 2,3 km².
- Scherrbach, von links nach Diembot, 5,6 km und 11,2 km².
- Leofelser Bach, von links auf etwa 309 m ü. NHN an der Flussbrücke von Ilshofen-Hessenau, ca. 1,0 km und ca. 1,3 km².

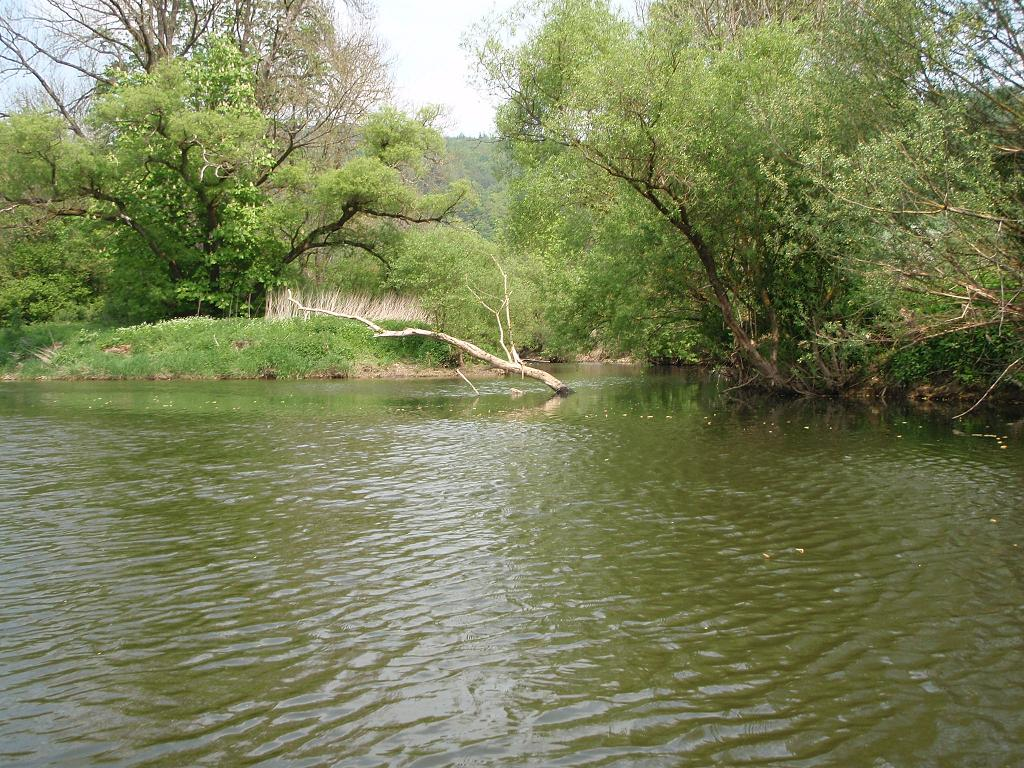
Blick nordwärts über die zufließende und dann nach links abfließende Jagst auf die Mündung der Brettach von hinten.

- Brettach, von rechts vor Gerabronn-Elpershofen auf 307,4 m ü. NHN[LUBW 10], 27,8 km (mit Abschnittsfolge Seegraben → Sperbersbach → Brettach) und 180,9 km².[LUBW 12]

### Brettach bis Ette
- Dünsbach, von links auf 300,9 m ü. NHN in Gerabronn-Kleinforst, 1,1 km und 2,0 km².
- Völkersbach, von links auf etwa 298 m ü. NHN bei Langenburg-Kleinhürden, 1,7 km und ca. 0,8 km².[LUBW 6]
- (Bach durch die Stechbergklinge), von links auf 296,7 m ü. NHN[LUBW 10] gegenüber dem Sporn der Ruine von Burg Katzenstein, ca. 1,4 km und ca. 1,7 km².[LUBW 6]
- (Hangbachgerinne vom nördlichen Stechberg), von links zwischen Pfingst- und Klebwiesen, 0,4 km und ca. 0,3 km².[LUBW 6]
- Ziegelbach, von rechts an der Jagstbrücke von Langenburg-Bächlingen, ca. 1,8 km und ca. 1,5 km².
- Schnorrenberggraben, von links auf etwa 289 m ü. NHN gegenüber dem Bergsporn des Langenburger Schlosses, 0,8 km und ca. 1,1 km².[LUBW 6]
- Schindbach, von rechts an der Langenburger Kläranlage vorbei auf 287,5 m ü. NHN[LUBW 10], ca. 3,0 km[LUBW 9] (zusammen mit dem unbeständigen Oberlaufgraben) und 2,2 km².
- Reisichsbach, von rechts auf 286,2 m ü. NHN[LUBW 10] gegenüber Langenburg-Oberregenbach, 2,2 km[LUBW 7] und ca. 1,9 km².[LUBW 6]
- Erlesgraben, von links auf etwa 284 m ü. NHN nach Oberregenbach, ca. 0,3 km[LUBW 9] und ca. 0,4 km².[LUBW 6]
- Totensteigebach, von links und Nordwesten in Langenburg-Unterregenbach auf etwa 282 m ü. NHN, 1,2 km, mit zwischendurch allerdings aussetzendem Oberlauf sogar 2,2 km[LUBW 7] sowie ca. 2,4 km².[LUBW 6]
- Holderbach, von rechts nach Langenburg-Unterregenbach auf 279,2 m ü. NHN[LUBW 10], 5,2 km und 6,7 km².
- (Bach aus der Weidenklinge), von rechts auf etwa 278 m ü. NHN eben schon auf dem Gebiet der Gemeinde Mulfingen, 1,1 km und ca. 1,4 km².[LUBW 6]
- Himmelreich, von rechts und Nordosten auf etwa 278 m ü. NHN, 0,8 km und ca. 0,8 km².[LUBW 6]
- Rötelbach, von rechts in Mulfingen-Eberbach unterhalb der Jagstbrücke, 9,9 km und 28,8 km².[LUBW 8]
- (Klingenbach vom Geißbiegel), von rechts und Nordnordosten unterhalb der Unteren Mühle von Eberbach in deren Mühlkanal, 0,7 km[LUBW 2] und ca. 0,6 km².[LUBW 6]
- Buchenbach, von links in Mulfingen-Buchenbach auf etwa 271 m ü. NHN, 3,1 km und 4,3 km². Überquert zuletzt den linksseitigen Mühlkanal in Buchenbach.
- Speltbach, von links in Mulfingen-Berndshofen auf 270,9 m ü. NHN[LUBW 10], 6,9 km und 11,2 km².
- Mühlebenebach, von rechts und Osten auf etwa 267 m ü. NHN in Mulfingen-Heimhausen kurz vor der Flussbrücke, 0,8 km und ca. 0,8 km².[LUBW 6]
- Hetzlesbach, von links auf etwa 267 m ü. NHN an der Jagstbrücke in Heimhausen, ca. 2,5 km[LUBW 7] mit dem eigenen und 3,6 km mit dem längeren linken Oberlauf Hasenklingenbach sowie ca. 4,0 km².[LUBW 6]
- Heiligengraben, von rechts und Süden auf etwa 265 m ü. NHN zwischen Heimhausen und Mulfingen, 0,8 km und ca. 0,3 km².[LUBW 6]
- Lausenbach, von rechts und Osten  auf etwa 265 m ü. NHN beim Aussiedlerhof im Gewann mittlerer Lausenbach, ca. 3,1 km[LUBW 7] und ca. 2,2 km².[LUBW 6]
- Märzenbach, von rechts bei Mittelberg auf 264,2 m ü. NHN[LUBW 10], 4,0 km und 3,3 km².
- Roggelshäuser Bach, von rechts auf etwa 262 m ü. NHN gegenüber der Mulfinger St.-Anna-Kapelle, ca. 7,7 km und 13,5 km².
- (Bach durch die Rote Klinge), von links auf etwa 262 m ü. NHN kurz vor der gedeckten St.-Anna-Brücke, 1,3 km und ca. 2,2 km².[LUBW 6]
- Ette, von rechts bei Mulfingen-Bachmühle auf 257,9 m ü. NHN[LUBW 10], 16,0 km (zusammen mit dem rechten Oberlauf Eselsbach) und 43,3 km².[LUBW 8]

### Ette bis Erlenbach
- (Bach aus der Lehrsklinge), von rechts nach Mulfingen-Bachmühle, 2,1 km und 1,6 km².[LUBW 6]
- (Bach aus der Hansenklinge), von rechts auf 253,1 m ü. NHN[LUBW 10], 1,8 km und ca. 0,9 km².[LUBW 6]
- (Bachlauf aus dem Bergholz) von links, 0,3 km. Dem Bach fließt Wasser aus einer 2,3 km entfernten Doline im Sauerholz im Einzugsgebiet des Hohebachs zu.[2]
- (Zufluss aus der Imenklinge), von rechts vor Mulfingen-Ailringen, ca. 0,6 km[LUBW 9] und ca. 0,4 km².[LUBW 6]
- (Bach aus der Reitersklinge), von rechts am Ortsanfang von Mulfingen-Ailringen in den Mühlkanal, 2,5 km und ca. 2,0 km².[LUBW 6]
- Rißbach, von rechts auf 248,3 m ü. NHN[LUBW 10] in Mulfingen-Ailringen, 9,8 km (mit linkem Oberlauf Hollenbach) und 19,1 km².[LUBW 8]
- Hohebach, von links in Dörzbach-Hohebach an der Mühlkanalmündung, 5,7 km und ca. 7,3 km².[LUBW 6]

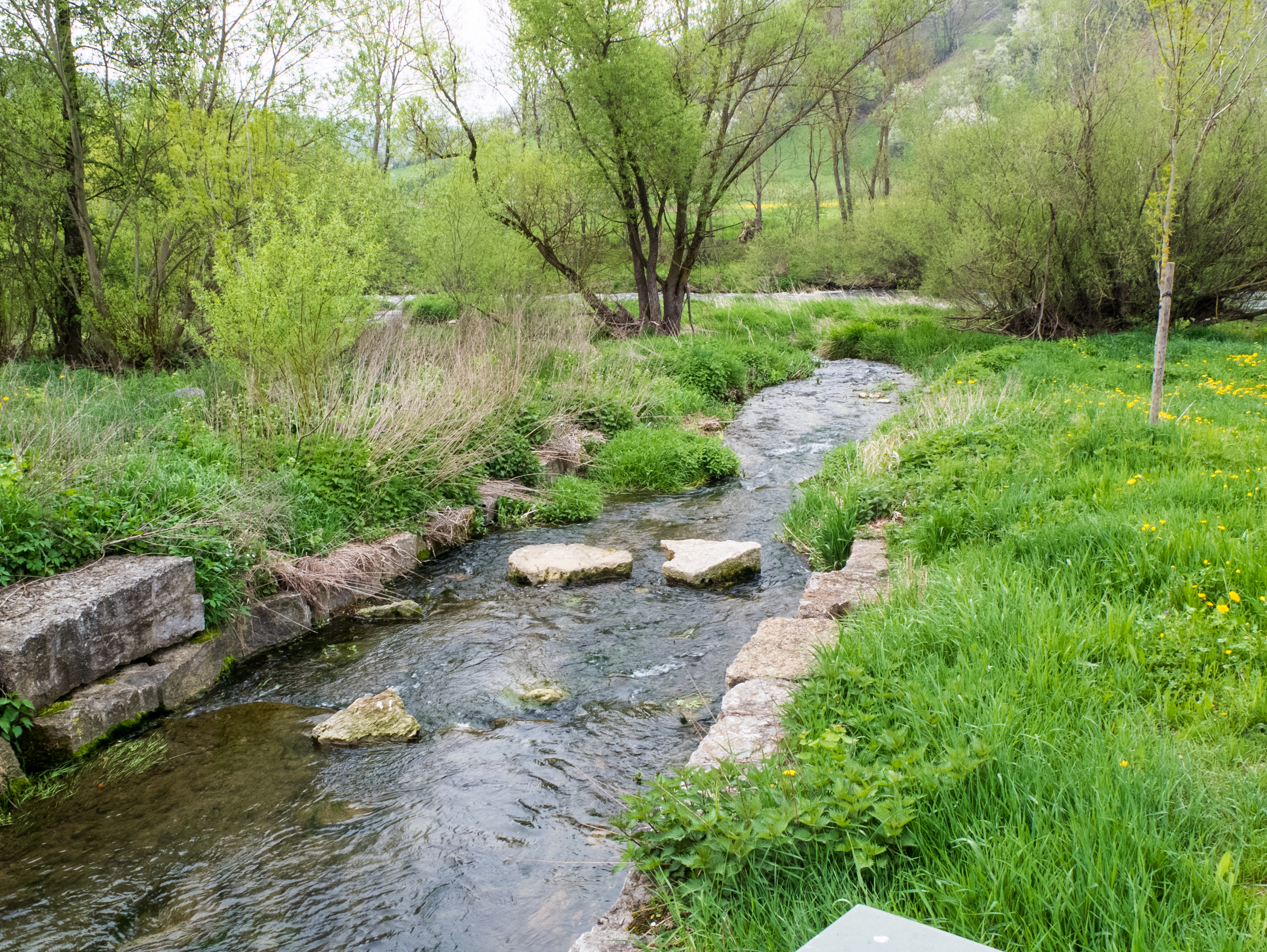
Der Forellenbach nahe der Mündung

- Forellenbach, von links in Dörzbach-Hohebach am Sportplatz, 6,7 km und 9,6 km².
- (Bach aus der Klinge im Ringgarten), von rechts unterhalb von St. Wendel zum Stein, 1,2 km und ca. 1,0 km².[LUBW 6]
- (Zufluss vom Jeutenberg), von rechts, ca. 0,4 km[LUBW 9] und ca. 0,2 km².[LUBW 6]
- (Bach durch die Eselsklinge)[LUBW 13], von rechts am Siedlungsrand von Dörzbach, 2,0 km und ca. 1,5 km².[LUBW 6]
- Kiesgraben, von rechts am Dörzbacher Schloss, 1,6 km und ca. 2,0 km².[LUBW 6]
- Goldbach, von rechts in Dörzbach in den Mühlkanal der Ölmühle, 5,4 km und 7,6 km².
- (Bach vom Hainberg), von links, unter 0,1 km. Wird von Versinkung des Meßbachs rund 0,8 km südlich gespeist.[2]
- Laibach, von rechts auf 232,2 m ü. NHN am östlichen Ortsrand von Krautheim-Klepsau, 4,2 km und 7,7 km².
- Horrenbach, von rechts auf wenig unter 230 m ü. NHN am nördlichsten Punkt der Jagst, 4,3 km und 5,5 km².
- Klingenbach, von rechts in Krautheim in den Mühlkanal der Wehrmühle, 1,4 km und ca. 1,8 km².[LUBW 6]
- Häfnersbächle, von links gegenüber der Krautheimer Wehrmühle, 0,5 km und ca. 0,2 km².[LUBW 6]
- Ginsbach, von links auf etwa 224 m ü. NHN in Krautheim-Altkrautheim an der Jagstbrücke, 6,8 km (mit rechtem Ast Meßbach 8,2 km) und 19,3 km².[LUBW 8]
- Zimmerbach, von rechts am Ortsanfang von Krautheim-Gommersdorf, 2,6 km und 3,6 km².
- Brühlgraben, von links gegenüber dem Gommersdorfer Sportplatz, 1,6 km und ca. 1,4 km².[LUBW 6]
- Klingenbach, von rechts durch Gommersdorf, 1,4 km und ca. 1,3 km².[LUBW 6]
- (Bach durchs Naturschutzgebiet Stein), von rechts gegenüber dem oberen Sportplatz vom Schöntal-Marlach, 0,8 km und ca. 0,6 km².[LUBW 6]
- Sindelbach, von links an der Marlacher Jagstbrücke, 13,7 km (mit dem längeren linken Oberlauf) und 26,4 km².[LUBW 8]
- Steinbächle oder Angellochbach durchs Heßlingshofer Tal, von rechts am unteren Marlacher Sportplatz, 2,4 km und ca. 4,1 km².[LUBW 6]
- Distelgraben, von rechts am oberen Ortsrand von Schöntal-Winzenhofen, 1,4 km und ca. 1,3 km².[LUBW 6]
- Oberer Brunnen, von rechts in Schöntal-Winzenhofen, 1,6 km und ca. 1,6 km².[LUBW 6]
- Sternbach, von links in Schöntal-Westernhausen oberhalb des Wehrs, 2,9 km und ca. 4,0 km².[LUBW 6]
- Kuhnengraben, von links in Winzenhofen nach Kreuzung unter einer Straße mit dem vorigen in den Mühlkanal, 1,9 km und ca. 1,9 km².[LUBW 6]
- (Bach durch die Klinge Schildwache), von links vor Schöntal-Bieringen, 2,2 km und ca. 1,8 km².[LUBW 6]
- Erlenbach, von rechts auf unter 209,1 m ü. NHN[LUBW 10] in Schöntal-Bieringen, 23,5 km und 104,8 km².[LUBW 12]

### Erlenbach bis Seckach

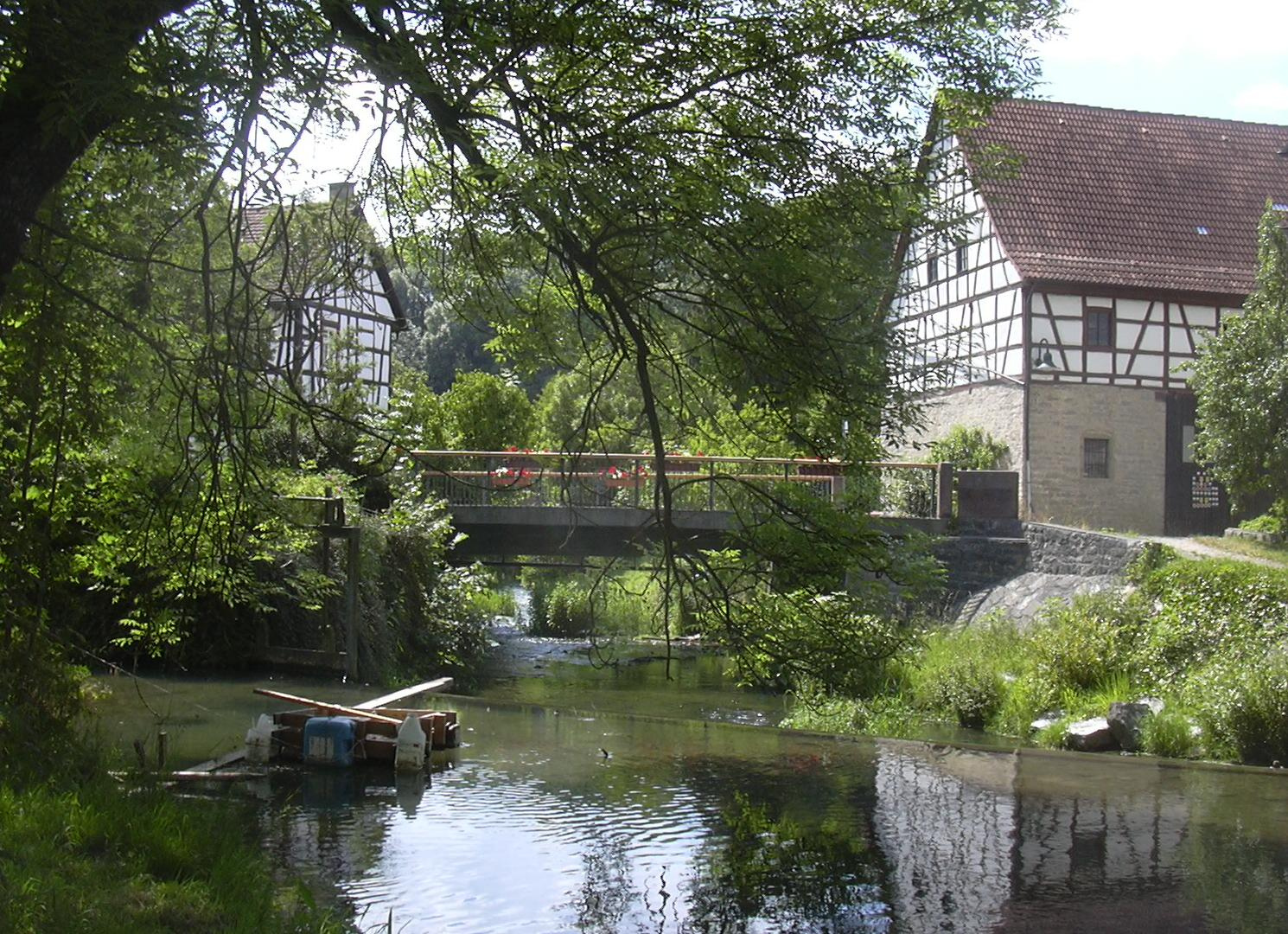
Die Kessach

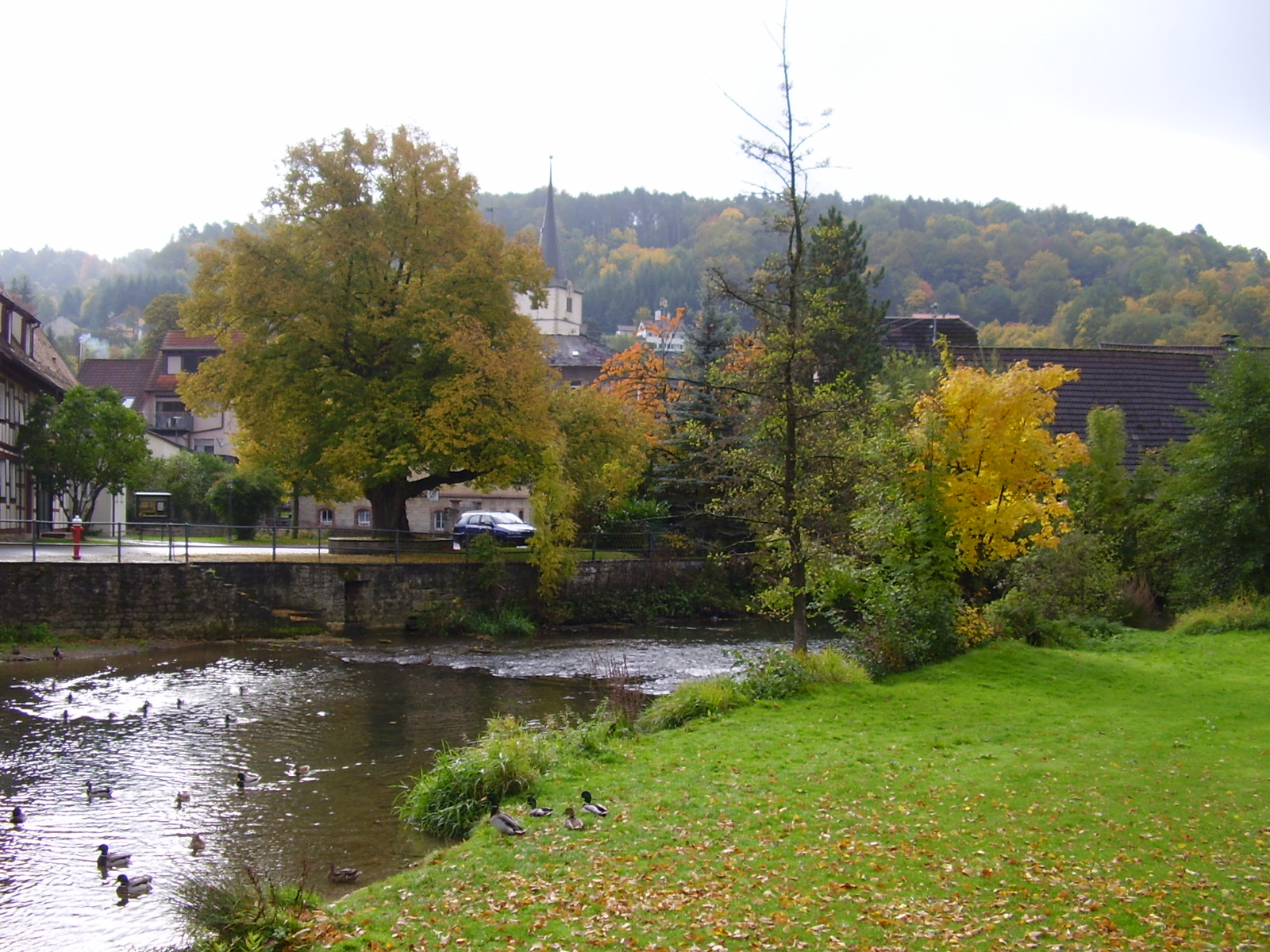
Die Seckach

- (Bach aus dem Hafnerflürle), von rechts auf unter 207,8 m ü. NHN[LUBW 10] am Südknick unterhalb von Bieringen, 0,7 km und ca. 0,5 km².[LUBW 6]
- (Bach aus der Heimat), von links an der Kläranlage vor Kloster Schöntal, 1,0 km und ca. 0,4 km².[LUBW 6]
- (Bach aus der Haspelklinge), von links unter dem Kreuzberg von Kloster Schöntal, 1,8 km und ca. 0,9 km².[LUBW 6]
- Eschenaugraben, von links auf etwa 205,7 m ü. NHN[LUBW 10] gegenüber den Gärten von Kloster Schöntal, 1,8 km und 1,5 km².
- Honigbach oder Tierbächlein, von links nach Kloster Schöntal, 2,2 km und ca. 1,2 km².[LUBW 6]
- (Bach aus der Schelmenklinge), von rechts nach dem ersten Sportplatz von Schöntal-Berlichingen, 3,6 km und 4,3 km².
- (Zufluss unter der Langen Steige), von rechts an der Jagstbrücke von Berlichingen, ca. 1,1 km[LUBW 9] und ca. 1,9 km².[LUBW 6]
- (Zufluss aus der Joppenklinge), von links vor dem Muschelkalkbruch am Kellerberg nach Berlichingen, ca. 1,6 km[LUBW 9] und ca. 1,0 km².[LUBW 6]
- (Bach aus der Pfaffenklinge), von links nach dem Muschelkalkbruch am Kellerberg, 1,7 km und 1,4 km².
- (Zufluss aus der Kalkklinge), von rechts vor Jagsthausen, ca. 1,8 km[LUBW 9] und ca. 2,9 km².[LUBW 6]
- (Bach aus der Westertalklinge), von links am Nordrand von Jagsthausen, 1,0 km und ca. 2,2 km².[LUBW 6]
- (Graben vom Burgberg-Fuß), von rechts nach Jagsthausen in den Mühlkanal, 0,7 km.
- (Bach aus den Brunnenwiesen), von links unterhalb des Unteren Pfitzhofs von Jagsthausen, ca. 0,7 km[LUBW 9] und ca. 0,7 km².[LUBW 6]
- (Zufluss vom Altenberg), von links auf etwa 189 m ü. NHN in der Altenau, ca. 0,7 km[LUBW 9] und ca. 0,6 km².[LUBW 6]
- Knüttelbach, von rechts bei Jagsthausen-Olnhausen in den Mühlkanal, 2,4 km und ca. 1,8 km².[LUBW 6]
- (Zufluss aus der Zwieklinge), von links vor Widdern, ca. 1,4 km[LUBW 9] und ca. 1,5 km².[LUBW 6]
- (Zufluss aus der Amselklinge oder Maiersklinge), von rechts vor Widdern, 0,5 km und ca. 0,4 km².[LUBW 6]
- Kessach, von rechts in Widdern, 26,4 km (mit längerem Oberlauf Berolzheimer Kästle) und 73,8 km².[LUBW 8]
- (Bach aus dem Allmandschlag), von links entlang der Stadtgrenze von Widdern zu Möckmühl, ca. 1,0 km[LUBW 9] und ca. 0,7 km².[LUBW 6]
- (Bach aus der Kalten Klinge), von links gleich nach dem vorigen gegenüber den Ganswiesen vor Möckmühl-Ruchsen, ca. 1,0 km[LUBW 9] und ca. 0,5 km².[LUBW 6]
- Hergstbach, von rechts auf etwa 176 m ü. NHN in Ruchsen, 14,7 km (mit rechtem Oberlauf Hergstgraben) und 32,5 km².[LUBW 8]
- (Zufluss aus der Pfarrklinge), von rechts wenig vor Möckmühl, ca. 0,5 km[LUBW 9] und ca. 0,4 km².[LUBW 6]
- Seckach, von rechts auf 172,3 m ü. NHN[LUBW 10] in Möckmühl, 28,9 km (auf dem Strang Roscheltgraben → Kirnau → Seckach sogar 36,9 km) und 260,7 km².[LUBW 12]

### Seckach bis Mündung

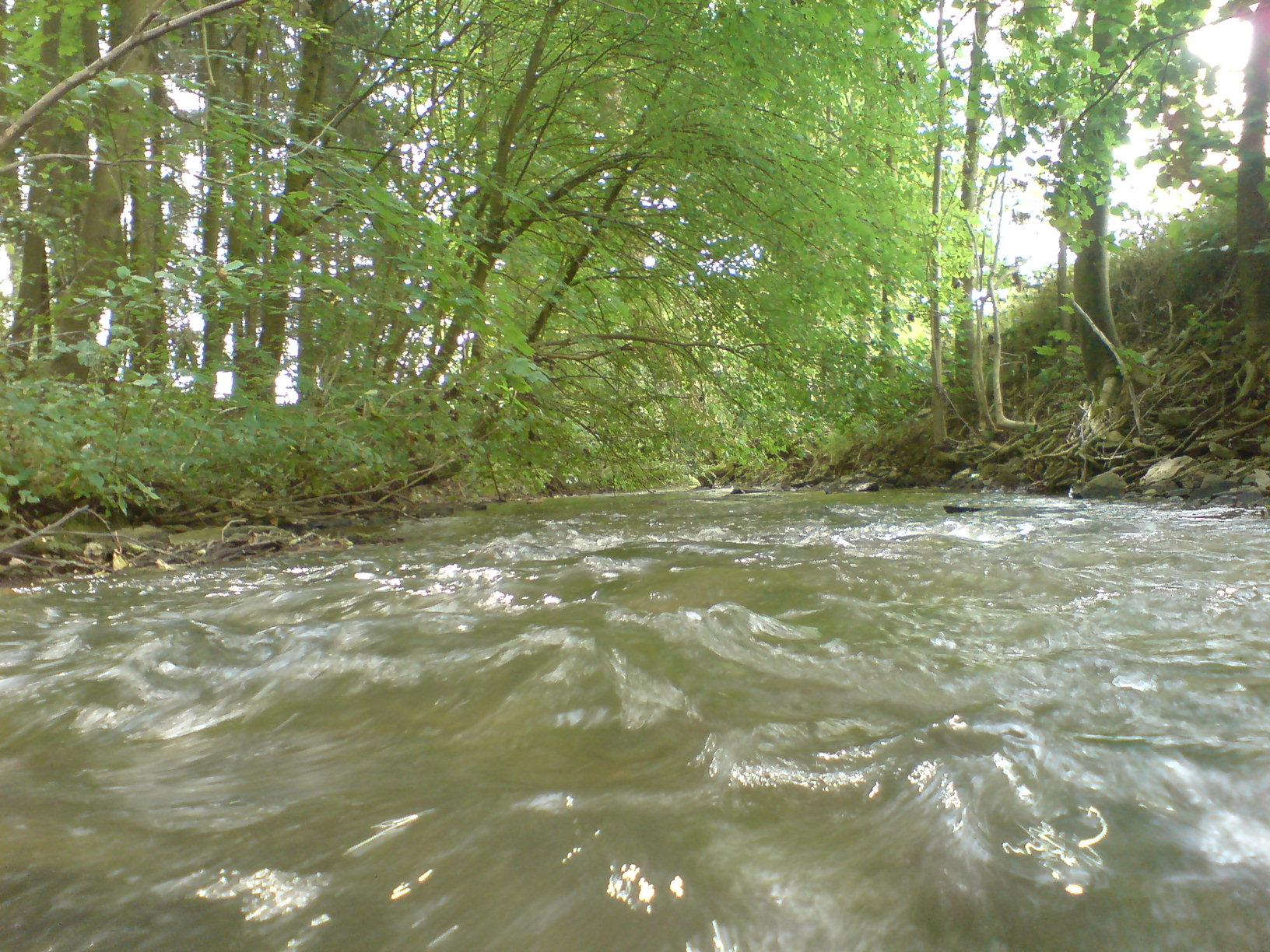
Die Schefflenz

- (Zufluss aus der Schreckenklinge), von rechts kurz nach Möckmühl am Gewerbegebiet um die Silostraße, ca. 2,0 km[LUBW 9] und ca. 1,0 km².[LUBW 6]
- (Bach aus der Baierklinge), von links unterhalb und gegenüber der Möckmühler Kläranlage, 1,7 km und ca. 1,3 km².[LUBW 6]
- Büttenbach, von links auf etwa 168 m ü. NHN gegenüber dem Schloss Domeneck der Gemeinde Möckmühl, 2,6 km (mit rechtem Oberlauf Habichtsbach) und 3,7 km².
- Seehofer Schluchtbach, von rechts auf 168 m ü. NHN zu Füßen von Schloss Domeneck, 2,3 km und ca. 2,7 km².[LUBW 6]
- Ernsteinbach, von links gegenüber von Schloss Assumstadt, 1,0 km und ca. 1,3 km².[LUBW 6]
- (Zufluss aus der Laiblesklinge), von links, ca. 0,7 km[LUBW 9] und ca. 0,1 km².[LUBW 6]
- (Zufluss aus der Waldklinge Stöckach), von rechts am Flusswehr von Neudenau-Siglingen, ca. 0,8 km[LUBW 9] und ca. 0,5 km².[LUBW 6]
- Sulzbach, von rechts vor der Jagstbrücke in Siglingen, 7,0 km und 13,1 km².
- (Zufluss aus der Rempertsklinge), von rechts gegenüber der Aue Kiesel, ca. 0,7 km[LUBW 9] und ca. 0,3 km².[LUBW 6]
- (Bach aus der Heppenklinge),[LUBW 14] von rechts kurz nach dem vorigen etwas oberhalb und gegenüber der Siglinger Kläranlage, 1,9 km und ca. 1,0 km².[LUBW 6]
- (Zufluss entlang dem Brühl), von links nach der Kläranlage abwärts von Siglingen, 0,6 km und ca. 0,4 km².[LUBW 6]
- (Bach aus der Eichklinge), von rechts am Ostrand von Neudenau, 1,7 km und 1,4 km².
- Hofgraben[LUBW 15], von rechts am Westrand von Neudenau, ca. 1,3 km[LUBW 9] und ca. 0,4 km².[LUBW 6]
- (Zufluss vom Linsenberg/Pfaffenberg), von rechts unterhalb der Neudenauer Kläranlage in der Unteren Au, 0,7 km und ca. 0,3 km².[LUBW 6]
- Kreßbach, von links nahe der Neudenau-Herbolzheimer Jagstbrücke, 6,5 km und 5,4 km².
- (Zufluss aus dem Schwalbengraben), von links am Südrand von Herbolzheim, ca. 0,4 km[LUBW 9] und unter 0,1 km².
- (Zufluss aus der Pelzklinge), von links auf etwa 153 m ü. NHN an der Stadtgrenze von Neudenau zu Bad Friedrichshall, ca. 0,6 km[LUBW 9] und ca. 0,3 km².[LUBW 6]
- Schefflenz, von rechts auf 151 m ü. NHN[LUBW 10] nach Passieren der Bachmühle von Gundelsheim und vor Untergriesheim, 24,3 km und 96,9 km².[LUBW 12]
- Tiefenbach, von rechts vor der Flussbrücke gegenüber dem Nordende von Untergriesheim, 9,7 km und 15,4 km².
- Alter Graben[LUBW 16], von rechts gegenüber Untergriesheim, ca. 0,4 km[LUBW 9] und ca. 0,2 km².[LUBW 6]
- (Zufluss entlang dem Mühlweg[LUBW 17]), von rechts hundert Meter vor der Kläranlage auf der Gundelsheim-Obergriesheimer Jagstseite, 0,3 km und ca. 0,7 km².
- (Zufluss aus der Mühlklinge[LUBW 17]), von rechts an der Kläranlage auf der Obergriesheimer Jagstseite, 0,9 km und ca. 0,4 km².[LUBW 6]
- Weidelbach, von rechts zwischen dem zugehörigen Schloss Heuchlingen und Bad Friedrichshall-Duttenberg, 0,9 km und ca. 0,7 km².[LUBW 6]
- (Wassergraben aus den Lochwiesen), von rechts vor dem Wehr von Duttenberg, 0,6 km und ca. 0,6 km².[LUBW 6]

Mündung von links in den Neckar auf 142,8 m ü. NHN bei Bad Friedrichshall gegenüber dem Stift Wimpfen im Tal.

### LUBW
Amtliche Online-Gewässerkarte mit passendem Ausschnitt und den hier benutzten Layern: Lauf und Einzugsgebiet der Jagst

Allgemeiner Einstieg ohne Voreinstellungen und Layer: Daten- und Kartendienst der Landesanstalt für Umwelt Baden-Württemberg (LUBW) (Hinweise)
1. ↑  Einzugsgebiet nach dem Layer Aggregierte Gebiete 04.
2. 1 2  Länge nach dem Layer Gewässernetz (AWGN).
3. ↑  Seefläche nach dem Layer Stehende Gewässer.
4. ↑  Einzugsgebiet nach dem Layer Basiseinzugsgebiet (AWGN).
5. ↑  Höhe nach dem Höhenlinienbild auf dem Hintergrundlayer Topographische Karte.
6. 1 2 3 4 5 6 7 8 9 10 11 12 13 14 15 16 17 18 19 20 21 22 23 24 25 26 27 28 29 30 31 32 33 34 35 36 37 38 39 40 41 42 43 44 45 46 47 48 49 50 51 52 53 54 55 56 57 58 59 60 61 62 63 64 65 66 67 68 69 70 71 72 73 74 75 76 77 78 79 80 81 82 83 84 85 86 87 88 89 90 91 92 93 94 95 96 97 98 99 100 101 102 103 104 105 106 107 108  Einzugsgebiet abgemessen auf dem Hintergrundlayer Topographische Karte.
7. 1 2 3 4 5 6 7 8 9  Länge nach dem Layer Gewässernetz (AWGN), ergänzt um ein, auf der Gewässerkarte nicht berücksichtigtes Anfangsstück, das auf dem Hintergrundlayer Topographische Karte abgemessen wurde.
8. 1 2 3 4 5 6 7 8 9 10 11 12 13 14 15 16 17 18  Einzugsgebiet aufsummiert aus den Teileinzugsgebieten nach dem Layer Basiseinzugsgebiet (AWGN).
9. 1 2 3 4 5 6 7 8 9 10 11 12 13 14 15 16 17 18 19 20 21 22 23 24 25  Länge abgemessen auf dem Hintergrundlayer Topographische Karte.
10. 1 2 3 4 5 6 7 8 9 10 11 12 13 14 15 16 17 18 19 20  Höhe nach grauer Beschriftung auf dem Hintergrundlayer Topographische Karte.
11. ↑  Name Eichenbach aus gleichnamigem Gewannnamen erschlossen.
12. 1 2 3 4  Einzugsgebiet nach dem Layer Aggregierte Gebiete 05.
13. ↑  Nach dem Klingennamen auf dem Layer Topographische Karte. Der Layer Gewässername nennt den Bach selbst Ösenklinge, seine Klinge aber ebenfalls Eselsklinge, was wenig stimmig scheint.
14. ↑  Auf dem Layer Gewässername nach dem Wald Gutenau am Ursprung benannt. Durchfließt am Mittellauf den Deitinger Grund und fällt durch die Heppenklinge zur Jagst ab.
15. ↑  Name erschlossen aus dem Gewannnamen Am Hofgraben auf dem Layer Topographische Karte.
16. ↑  Name Alter Graben erschlossen aus dem Gewannnamen nach dem Layer Liegenschaften und Gewässer.
17. 1 2  Sowohl das hier als Zufluss entlang dem Mühlweg als auch das als Zufluss aus der Mühlklinge bezeichnete, nur etwa hundert Meter danach mündende Gewässer grenzen an das Gewann Mühlklinge, das erste im Norden mit gegenüberliegendem Gewann Kleines Feldle, das zweite im Süden mit gegenüberliegendem Gewann Sidele. Das größere Einzugsgebiet des ersten wie auch der Verlauf des Mühlwegs in ihm lassen vermuten, dass die Bezeichnung Mühlklinge für das Tal eher die Gewässermulde des nördlichen Zuflusses meinen könnte.

### Andere Belege und Anmerkungen
1. ↑  Name Neiselwaldgraben nach einem früheren Layer von: Geoportal Baden-Württemberg (Hinweise)
2. 1 2  Horst Brunner: Blatt 6624 Mulfingen der Geologischen Karte von Baden-Württemberg, Erläuterungen. Freiburg im Breisgau 1999, Beilage 4.